# ترجمه قرآن به زبان فارسی
زبان فارسی اولین و قدیمی‌ترین زبانی است که قرآن به آن ترجمه شد. نخستین ترجمه را ترجمه آیاتی از قرآن در نامه پیامبر اسلام به خسرو پرویز می‌دانند و قدیمی‌ترین مترجم را سلمان فارسی.
گفته‌اند که سلمان فارسی «بسم الله الرحمن الرحیم» را به «به نام یزدان بخشاینده» ترجمه کرده و به اعتقاد برخی، او برای نخستین بار سوره حمد را به فارسی ترجمه کرد.
از مهمترین مترجمان قرآن به زبان فارسی، شیخ عباس مصباح زاده ، ، ابوالقاسم پاینده ،الهی قمشه‌ای ، محمدمهدی فولادوند، نعمت الله صالحی نجف آبادی ، ابوالقاسم امامی ، بهاالدین خرمشاهی ، محمدعلی کوشا ، محمود صلواتی ، ناصر مکارم شیرازی ، حسین استادولی و سید علی موسوی گرمارودی بوده‌اند.
از جمله ترجمه‌های سبک نوین قرآن که محتوای آن با دید تفسیری است، ترجمه قرآن محمد صادقی تهرانی است. وی نام آنرا ترجمان وحی گذارده و بر خلاف روش دیگران «بسم الله الرحمن الرحیم» را «به نام خدای رحمتگر بر آفریدگان، رحمتگر بر ویژگان» ترجمه کرده‌است.
از بین ۱۷۵ ترجمه قرآن به فارسی، تنها ۱۰۰ ترجمه کامل بوده و از بین این ۱۰۰ ترجمه نیز ۵۰ ترجمه مربوط به ۷۰ سال اخیر (تا سال ۱۳۹۶) است. ترجمه «تفسیر طبری» به‌عنوان نخستین ترجمه از قرآن که به‌صورت کامل باقی مانده‌است، «تفسیر سورآبادی» به‌عنوان فصیح‌ترین و استوارترین ترجمه کهن قرآن، «ترجمه ابوالفتوح رازی» به‌عنوان نخستین ترجمه شیعی قرآن و «ترجمه کشف‌الاسرار و عده الابرار » به‌عنوان مهم‌ترین ترجمه عرفانی قرآن به فارسی شناخته می‌شود.
البته استاد در گذشته خانم طاهره صفارزاده سیرجانی هم ترجمه ای از قرآن کریم به یادگار گذاشته اند.